# OS X 10.10
OS X 10.10 – wersja systemu operacyjnego z rodziny OS X firmy Apple dla komputerów typu Macintosh. Nazwa kodowa OS X 10.10 to Yosemite. Firma Apple kontynuuje nadawanie nazw OS X od najpiękniejszych miejsc w Kalifornii. Po zatoce Mavericks przyszedł czas na park narodowy – Yosemite. Pierwsza beta systemu zaprezentowana została podczas konferencji programistycznej firmy Apple - WWDC, która odbyła się 2 czerwca 2014 r. Po 7 latach Apple odświeżyło wygląd swojego systemu dla komputerów Mac, design częściowo wzorowany był systemem iOS 7, czyli płaskim wzornictwem interfejsu graficznego. Yosemite wprowadza również ciemny interfejs graficzny oraz sporo różnego rodzaju nowych funkcji. Wersję beta systemu można było testować od 24 lipca 2014 roku rejestrując się na stronie producenta. Finalna wersja OS X 10.10 wydana została 16 października 2014 r. oraz rozpowszechniana jest za darmo na kompatybilne komputery.

## Lista komputerów Macintosh kompatybilnych z Yosemite
- iMac (z połowy 2007 i późniejsze)
- MacBook (13-calowy Aluminum, późny 2008), (13-calowy, wczesny 2009 i późniejsze), (12-calowy, wczesny 2015)
- MacBook Pro (13-calowy, z połowy 2009 i późniejsze), (15-calowy, z połowy 2007 i późniejsze), (17-calowy, późny 2007 i późniejsze)
- MacBook Air (późny 2008 i późniejsze)
- Mac Mini (wczesny 2009 i późniejsze)
- Mac Pro (wczesny 2008 i późniejsze)
- Xserve (wczesny 2009)

## Wymagania minimalne systemu operacyjnego OS X 10.10
- EFI: 64 bit
- procesor: Intel Core 2 Duo, Intel Core i5, Intel Core i7 lub Xeon
- karta graficzna: Intel Graphics HD4000, NVidia GeForce 8600, 9400 lub lepsza
- pamięć RAM: 2 GB
- dysk twardy: wolne 8 GB
- system operacyjny: Mac OS X 10.6.8 Snow Leopard lub nowszy
- dostęp do internetu w celu pobrania z Mac App Store

Yosemite można instalować na wszystkich komputerach firmy Apple kompatybilnych z OS X 10.8 i 10.9.